# Cortana (Software)
Cortana war ein Sprachassistent von Microsoft für Windows 10 und Windows 11, der von 2014 bis 2023 Befehle in natürlicher Sprache oder in Texteingabe verarbeitete.

## Geschichte
Mit der Developer Preview von Windows Phone 8.1 konnten Nutzer in den USA die Beta-Version des Dienstes testen. Der Name „Cortana“ ist eine Hommage an die durch Microsoft veröffentlichte Spiele-Serie Halo – dort ist Cortana eine künstliche Intelligenz, die den Spieler unterstützt.
Mit Windows 10 war Cortana auch auf dem PC verfügbar. Cortana sollte auch auf Kühlschränken, Toastern und anderen IoT-Geräten erscheinen. Mit dem April-2020-Update für Windows 10 wurde Cortana in eine eigene Anwendung ausgelagert, die vorinstalliert war.
Microsoft wollte Cortana aus dem Rennen mit Siri, Alexa und dem Google Assistant entfernen und tiefer in Office 365 integrieren – einige neue Funktionen bleiben auf die USA beschränkt.
Schon 2020 wurde die App für Android und iOS in Großbritannien, Australien und Kanada nicht mehr angeboten. Am 31. März 2021 stellte Microsoft die Unterstützung für Android und iOS ein.

### Abschaltung
Auf Grund der fortgeschrittenen KI-Entwicklung von Microsoft beim neuen Microsoft Copilot wurde Cortana Ende 2023 für Windows 10 und Windows 11 abgeschaltet.

## Funktionsumfang
Cortana konnte durch Sprachbefehle die Bing-Suche bedienen oder Termine und Erinnerungen mit Spracheingaben erstellen. Zudem konnten per Sprachsteuerung Kontakte im Telefonbuch angerufen oder auch Routen zu Zielen, deren Adressen eindeutig über das Internet zu ermitteln sind, mittels der Navigationssoftware Here berechnet werden.

### Datenschutz
Zur Verarbeitung des Gesprochenen war eine Internetverbindung zu den Servern von Microsoft erforderlich. Es wurden Akzente, Satzmelodie, Rhythmus und Sprechtempo des Benutzers gespeichert und verarbeitet. Microsoft bestätigte, „personalisierte Sprachmodelle“ anzulegen.
Auf der IT-Sicherheitskonferenz Black Hat in Las Vegas im August 2018 sollen Medienberichten zufolge mehrere Sicherheitslücken in Cortana aufgedeckt worden sein. Demnach sei es dem Team des Technion gelungen, einem gesperrten Windows-Rechner mittels Sprachkommandos sensible Daten zu entlocken.

### China

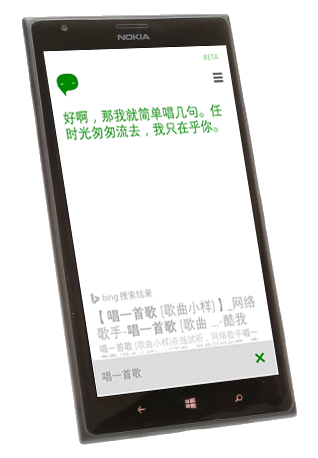
Xiao Na

In China wurde die Sprachsoftware nicht als „Cortana“ vertrieben, sondern übersetzt als „Xiao Na“. Xiao Na versteht ausschließlich Mandarin.